# Mozirje
Mozirje je naselje u slovenskoj Općini Mozirju. Mozirje se nalazi u pokrajini Štajerskoj i statističkoj regiji Savinjskoj. 

## Stanovništvo
Prema popisu stanovništva iz 2002. godine naselje je imalo 1,969 stanovnika.